# کورت گیزلر
کورت گیزلر (انگلیسی: Kurt Gieseler؛ زادهٔ ۲۱ ژانویهٔ ۱۹۳۳) دوچرخه‌سوار اهل آلمان است. وی در بازی‌های المپیک تابستانی ۱۹۵۶ شرکت کرده است.